# Ringe Fængsel
Ringe Fængsel, tidligere kaldet Statsfængslet i Ringe er bygget som et fængsel for unge og blev taget i brug i januar 1976 og er et lukket fængsel. Det er beliggende i byen Ringe på Midtfyn. Fængslet er fysisk sikret med blandt andet en fem meter høj ringmur, der er oplyst om natten og visse steder er der yderligere sikret med ekstra trådhegn inde på området, som skal forebygge indkast af mobiltelefoner og narkotika mv. Fængslet er endvidere også sikret med forskellige former for elektronisk overvågning.
Nuværende fængselsinspektør er Bodil Philip og fængslet beskæftiger 130 medarbejdere, der alle er uddannet i Systemisk ledelse.

## Kapacitet
Statsfængslet i Ringe har en kapacitet på 86 pladser fordelt på syv belægningsafdelinger/afsnit. Fængslet modtager både mænd og kvinder, dog primært unge mænd i alderen 15-23 år. Mændene er typisk dømt for personfarlig kriminalitet såsom vold og røveri, mens kvinderne typisk er dømt for narkotikakriminalitet. Ægtepar kan også afsone sammen i fængslet, hvis manden skønnes egnet til at være i fællesskab med yngre indsatte. Indsatte kan desuden medbringe børn under tre år, hvis dette skønnes i overensstemmelse med barnets tarv.
De syv belægningsafdelinger omfatter tre afdelinger for mænd og fire afdelinger for både mænd og kvinder. De blandede afdelinger fordeler sig med en kvindeafdeling, hvor også udvalgte mænd kan afsone, en stoffri afdeling, en ungeafdeling og narkobehandlingsafdeling (Kontakten). De resterende tre afdelinger modtager som nævnt kun mænd. Det drejer sig om en afdeling for indsatte, som ikke skønnes egnede til at afsone på et almindeligt fællesskabsafsnit, en afdeling for indsatte, der bedst trives med indsatte, der har en anden
kultur end dansk, og endelig en afdeling for indsatte, der bedst trives med indsatte,
der har dansk kultur.
De indsatte afsoner domme fra få måneder til 16 år og ca. halvdelen kommer oprindeligt fra andre lande end Danmark.
De 15-17 årige bor på en afdeling, hvis behandling ledes af psykolog, og hvor der ydes en
ekstraordinær uddannelsesmæssig indsats.